# 메리 엘런 루딘

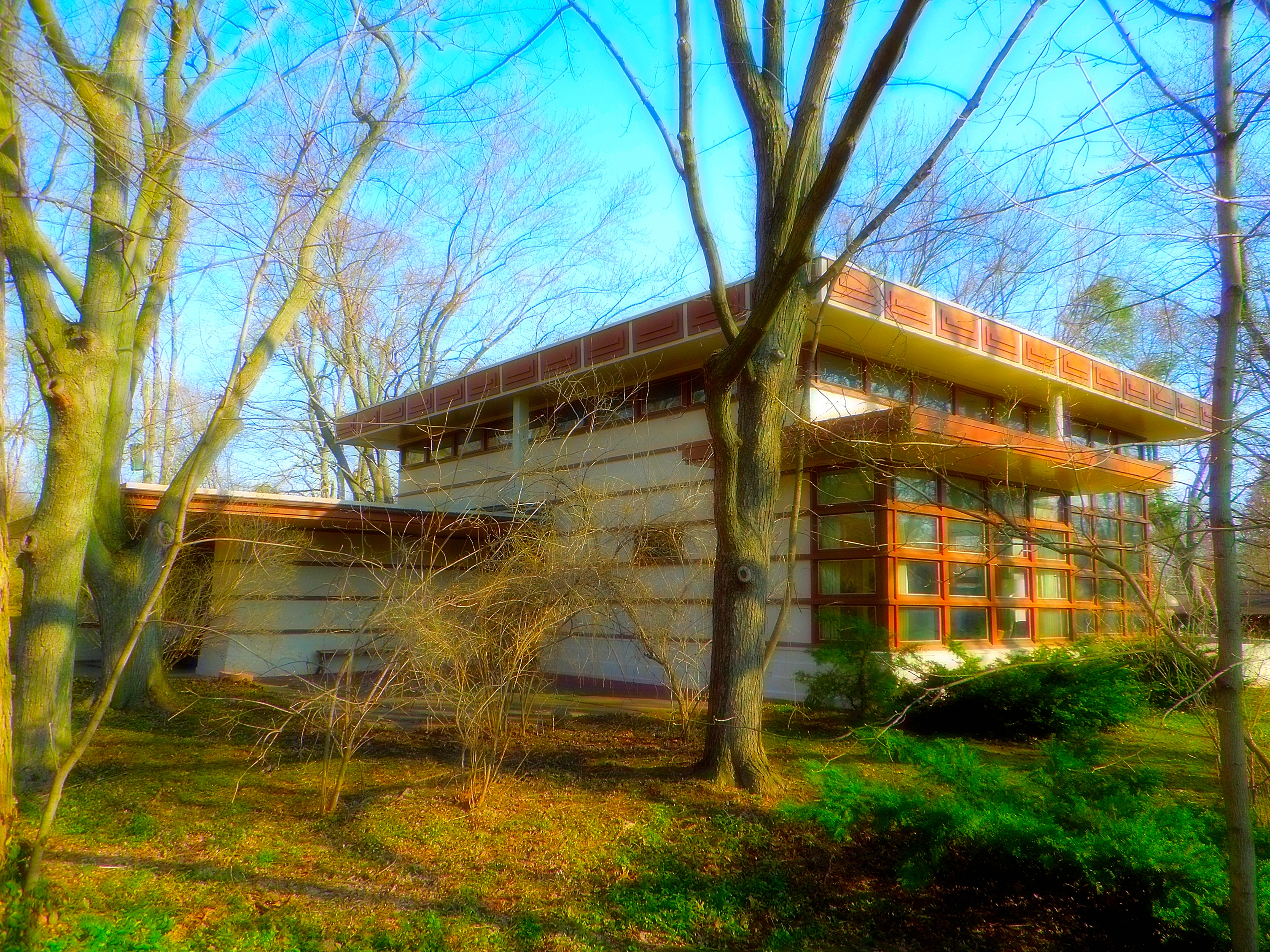

메리 엘런 에스틸 루딘(영어: Mary Ellen Estill Rudin IPA: [ˈmɛəriː ˈɛlən ˈɛstɪl ˈruːdɪn], 1924~2013)은 미국의 수학자이다. 일반위상수학에 공헌하였다.

## 생애
1924년 12월 7일 텍사스주 힐즈버러에서 태어났다. 아버지는 조 제퍼슨 에스틸(영어: Joe Jefferson Estill)는 토목공학자였으며, 어머니 아이린 슉(영어: Irene Shook)은 영어 교사였지만 결혼 후 은퇴하였다.
텍사스 대학교 오스틴에서 1944년에 학사 학위를 수여받았으며, 1949년에 박사 학위를 수여받았다. 1953년에 수학자 월터 루딘과 결혼하였으며, 4명의 자녀를 두었다. 1959년에 위스콘신 대학교 매디슨의 강사가 되었으며, 1971년에 교수로 승진하였다.
루딘 가족은 위스콘신주 매디슨의, 프랭크 로이드 라이트가 설계한 집에 거주하였다.
1991년에 은퇴하였다. 2013년 3월 18일 위스콘신주 매디슨에서 사망하였다.

## 저서
- Rudin, Mary Ellen (1975). 《Lectures on set theoretic topology》. Conference Board of the Mathematical Sciences Regional Conference Series in Mathematics (영어) 23. American Mathematical Society. ISBN 978-0-8218-1673-8.

## 같이 보기
- 초필터

## 참고 문헌
- Albers, Donald J.; Alexanderson, Gerald L.; Reid, Constance, 편집. (1990). 〈Mary Ellen Rudin〉. 《More mathematical people: contemporary conversations》 (영어). Harcourt Brace Jovanovich. 282–302쪽. ISBN 0-15-158175-4.
- Benkar, Georgia; Džamonja, Mirna; Roitman, Judith (2015년 6월). “Memories of Mary Ellen Rudin” (PDF). 《Notices of the American Mathematical Society》 (영어) 62 (6): 617–629.